# Hietasaari (ö i Äänekoski, Harinkaanselkä)
Hietasaari är en ö i Keitelesjö i Finland. Den ligger i sjön Keitele och i kommunen Äänekoski i den ekonomiska regionen  Äänekoski  och landskapet Mellersta Finland, i den centrala delen av landet, 300 km norr om huvudstaden Helsingfors. Öns area är 5,4 hektar och dess största längd är 340 meter i nord-sydlig riktning.